# Ansvarlighed
Ansvarlighed er en juridisk begreb, der indebærer, at en given person må bære de retlige følger af sine uretmæssige handlinger og undladelser, at vedkommende kan straffes eller må give erstatning derfor. Undertiden må en person dog også bære ansvaret for andres handlinger. Men dette må være en undtagelse; thi ansvarlighed bestemmes væsentlig efter et psykisk moment, at man kan tilregne personen, at han ikke har undgået at handle uretmæssig (se tilregnelighed). Heraf følger, at ligesom tilregnelighed ikke findes eller kun findes svagere udviklet hos børn og ikke sjælssunde voksne (tåber og helt afsindige), således er disse personers ansvarlighed begrænset eller helt udelukket. I almindelighed er alle voksne mennesker undergivne det samme ansvar, men dog kan den enkeltes særegne stilling ændre hans pligter og således hans ansvar.
Juridisk ansvarlighed findes blandt andet på det økonomiske, det embedsmæssige og det borgerlige område.

## Økonomisk ansvarlighed
Når man taler om, at en person er den ansvarlige indehaver af et firma, om ansvarlige og uansvarlige interessentskaber, mener man ved »ansvarlig«, at indehaveren af firmaet eller den enkelte deltager i interessentskabet hæfter fuldt ud for de kontraktmæssige forpligtelser, som pådrages firmaet eller interessentskabet. Således er en person, der repræsenterer sig selv eller et firma i kraft af en fuldmagt eller tildelt beføjelse at anse for ansvarlig for virksomhedens gøren og laden, fx overholdelse af landets love, angivelse af oplysninger til myndighederne (selvangivelse, årsregnskab) og lignende.

## Borgerlig ansvarlighed
Da enhver deltagelse i det offentlige liv og medvirkning i statens styre naturligt må medføre en pligt til at udøve denne medvirkning på forsvarlig måde, vil der ved siden af det borgerlige ansvar i større eller mindre omfang kunne komme et offentlig-retligt. Således vil ikke blot almindelige borgere, der medvirker i retsplejens tjeneste, som vidner eller som nævninger kunne pådrage sig ansvar ved krænkelse af de dem som sådanne pålagte pligter, men det samme kan også gælde vælgere eller valgmænd, der ikke afgiver stemme, i tilfælde af valgpligt, eller undertiden også folkevalgte rigsdagsmænd, jævnfør fx norsk lov af 7. juli 1828, 3. kapitel, angående Stortingets medlemmer.

## Embedsmæssig ansvarlighed
Navnlig er dog et særligt ansvar med særlige straffe og ofte særlige domstole, fastsat med hensyn til egentlige statsembedsmænd, jævnfør begreberne embedsforbrydelse, embedsmisbrug og embedsmyndighed. En særstilling inden for statsembedsmændene indtager atter i konstitutionelle monarkier statens øverste embedsmænd, ministrene, hvis særlige ansvarlighed der har været så meget stærkere trang til at fremhæve og fastslå, som statens egentlige overhoved her altid selv er retlig uansvarlig, jævnfør ministeransvarlighed. I republikker derimod er statens chef principielt selv ansvarlig, og der er derfor her ikke den samme trang til at fastsætte andre regler for ministrenes ansvarlighed end for andre høje statsembedsmænds.

## Social ansvarlighed
Social ansvarlighed bliver oftest anvendt som oversættelse eller synonym for CSR (Corporate Social Responsibility), hvorved forstås, at virksomheder eller institutioner handler globalt og samfundsmæssigt ansvarligt, for eksempel ved at tage hensyn til menneskerettigheder, sociale vilkår, arbejdsforhold, miljø, klima og lignende.

## Suspenderet ansvarlighed
I visse statsfunktionsudøvende institutioner, således diktaturer, er hverken politikere eller embedsmænd ansvarlige for deres gerninger idet ansvarlighedsbegrebet i sådanne er sat ud af kraft. Her er det alene den enkelte magtholdende diktator eller klike, hvis holdning og tilfældige følelsesmæssige stemning afgør, om en embedsmand kan slippe af sted med sine ugerninger. Dette sker, mindre tydeligt, men derfor ikke mindre udtalt, i systemer, hvor de demokratiske spilleregler for valg af folkeligt opstillede repræsentanter, folkeafstemninger eller almindelige bindende retsregler er suspenderet. Klassiske eksempler er regeringer eller selvudnævnte kommissioner, der svindler med oplysninger til internationale institutioner, behandler større eller mindre dele af sine indbyggere som slaver, virker ved standretter eller omvendt undlader at straffe samfundsforbrydere (= dækker over kriminelle), forbyder bestemte typer af udsagn (typisk imod det siddende regime, men også fx om visse tabuemner), undlader at aflægge offentligt regnskab for opkrævede og anvendte økonomiske midler og lignende.